# Parco nazionale Børgefjell
Il parco nazionale Børgefjell è un parco nazionale della Norvegia, nelle contee di Trøndelag e Nordland. È stato istituito nel 1963 e occupa una superficie di 1443 km².